# Achille Sergardi (vescovo)
Achille Sergardi (... – Siena, 1601) è stato un vescovo cattolico italiano.

## Biografia

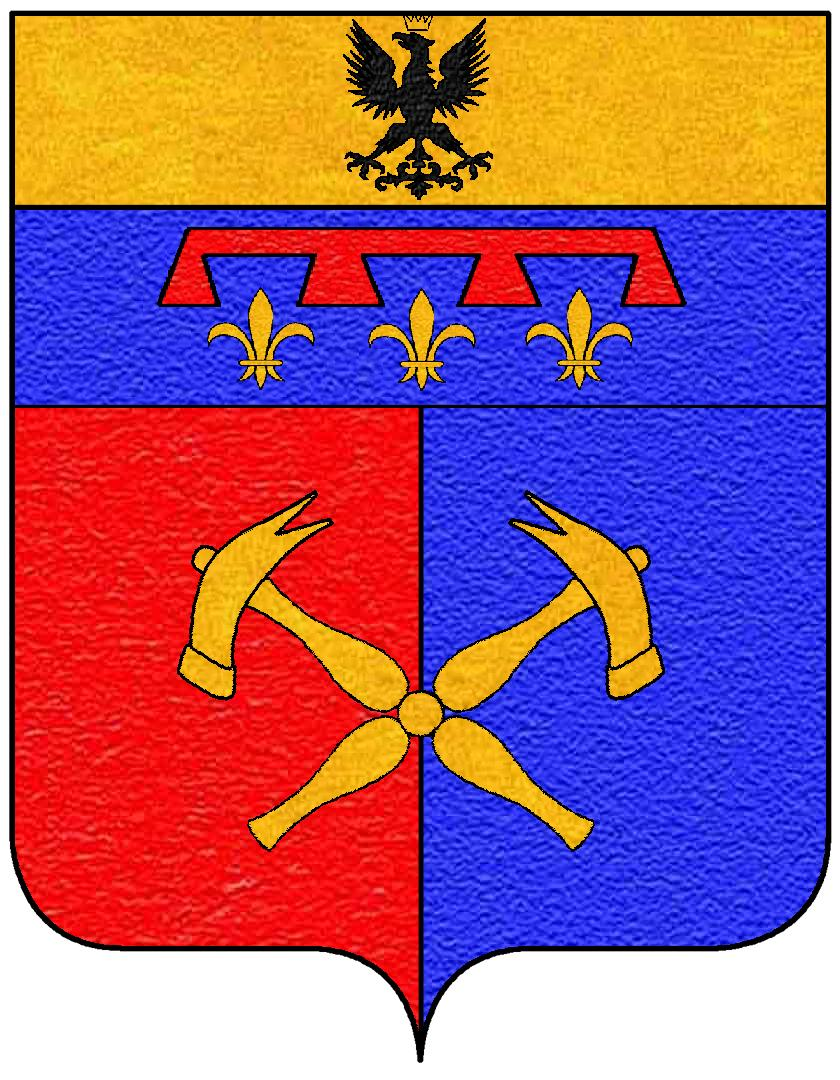
Stemma Sergardi

Di famiglia patrizia senese, è figlio di Niccolò (ambasciatore al Pontefice, risieduto nel supremo magistrato della Repubblica di Siena, novembre-dicembre 1525, fu creato Cavaliere Aurato e conte palatino dall'Imperatore Carlo V d'Asburgo, con la concessione araldica del capo d'Impero), e di Margherita Petrucci, patrizia senese e fratello di Filippo (anch'egli riseduto nel supremo magistrato di Siena, il Concistoro, novembre-dicembre 1565)
Opera presso la Curia romana come referendario dell'una e dell'altra Segnatura Apostolica, poi è governatore di Fano (1585), Ancona (1586) e Fermo (1587).
Viene elevato alla dignità vescovile il 28 settembre 1587 da papa Sisto V, che gli assegna la sede di Massa Marittima e Populonia (oggi Massa Marittima-Piombino).
Riceve la consacrazione episcopale il 4 ottobre 1587 per l'imposizione delle mani del cardinale Gabriele Paleotti, co-consacranti il vescovo Vincenzo Casali ed il vescovo Francesco Panigarola.
Nel 1588 consacra l'altar maggiore della sua chiesa cattedrale in onore di San Cerbone di Populonia. Di questa consacrazione troviamo traccia in un'iscrizione tuttora presente nella Cattedrale di Massa Marittima che recita: 
Il 15 maggio 1600 ottenne da papa Clemente VIII l'autorizzazione alla traslazione del corpo di San Cerbone, che avvenne il 6 di giugno dello stesso anno.

## Genealogia episcopale
La genealogia episcopale è:
- Arcivescovo Filippo Archinto
- Papa Pio IV
- Cardinale Giovanni Antonio Serbelloni
- Cardinale Carlo Borromeo
- Cardinale Gabriele Paleotti
- Vescovo Achille Sergardi